# Barbaceniopsis humahuaquensis
Barbaceniopsis humahuaquensis là một loài thực vật có hoa trong họ Velloziaceae. Loài này được Noher miêu tả khoa học đầu tiên năm 1973.